# سمرا (الكرك)
سمرا منطقة سكنية تقع في لواء قصبة الكرك، محافظة الكرك في الأردن. تنتمي المنطقة لقضاء الكرك الذي يضم 36 منطقة. يقدر عدد سكانها بـ 989 نسمة حسب إحصاء 2015.

## الوصلات الخارجية
- دائرة الاحصاءات العامة